# Anatoliy Kuksov

Anatoliy Yakovych Kuksov (transliteração em ucraniano: Анатолій Якович Куксов, Lugansk, 21 de novembro de 1949 – Lugansk, 4 de janeiro de 2022) foi um futebolista e treinador ucraniano-soviético.[carece de fontes?]
Foi o jogador que por mais vezes vestiu a camisa do Futbolniy Klub Zorya na história do clube e um de seus treinadores mais longevos. [carece de fontes?]
Na temporada 2007–08 Kuksov tentou sem sucesso criar um clube profissional na cidade, o FC Komunalnyk Luhansk. [carece de fontes?]
No ano de 2015, tornou-se treinador da equipe da região de Lugansk, ocupada pela Rússia.

## Biografia
Kulsov nasceu em Lugansk, localizado no Oblast de Lugansk, no ano de 1949 – contexto da República Socialista Soviética da Ucrânia, momento histórico em que o país ucraniano integrava a União Soviética. Kuksov nasceu em uma grande família composta por seis meninos e foi aluno da escola esportiva de Lugansk, Trudovye Rezervy.

### Futbolniy Klub Zorya
Kulsov iniciou sua carreira no Futbolniy Klub Zorya, clube de Lugansk no ano de 1966.[carece de fontes?] O atleta permaneceu na equipe por dezenove anos (1965 até 1985), atuando em quinhentas e dezessete partidas pelo clube e marcando oitenta e nove gols. Durante sua participação no clube, recebeu diversas propostas de outros times da União Soviética, mas, permaneceu no Zorya.[carece de fontes?]
Integrou o clube quando a equipe conquistou o Campeonato Soviético de Futebol de 1972, conquistou o título pela primeira e única vez.

### Carreira posterior
Após a despedida de Kuksov do Zorya e dos gramados no ano de 1985, iniciou uma carreira como técnico. Começou no Zorya como auxiliar técnico no  ano de 1986 – cargo que permaneceu até 1990. Após quatro anos trabalhando como auxiliar, tornou-se técnico principal do time por três temporadas.
Em 1995, comandou o FC Metalurh Zaporizhzhya. No ano seguinte, foi técnico também por apenas uma temporada do Futbolniy Klub Mariupol. Na temporada de 1997 retornou ao Zorya.
No ano de 2001, entrou para o FC Hirnyk Rovenky, time que foi técnico em 2003. Após cinco anos afastados da função de técnico, retornou em 2007 para treinar o Komunalnyk Luhansk.[carece de fontes?]
Em 2010, retornou ao Hirnyk Rovenky, onde ficou até 2013. A última equipe treinada por Kuksov foi o FC Komunalnyk Luhansk, no ano de 2015.[carece de fontes?]
Foi homenageado em 2018, pelos correios da República Popular de Lugansk, ganhou um selo postal com seu rosto.

## Carreira internacional
Kuksov integrou a delegação soviética para os Jogos Olímpicos de Verão de 1972, realizado em Munique na Alemanha. Na competição a equipe soviética ficou com a medalha de bronze, sendo superada apenas pela seleção da Polônia e da Hungria.

## Títulos

### Futbolniy Klub Zorya
- Campeonato Soviético de Futebol: 1972[5]

### União Soviética
- Jogos Olímpicos de Verão: 1972: medalha de bronze.[12]

## Morte
Kuksov morreu em Lugansk, aos setenta e dois anos, na manhã de 4 de janeiro de 2022. Não foram divulgadas mais informações sobre a morte pela família.